# James Barr Ames
James Barr Ames (Boston, 22 de junio de 1846 - 8 de enero de 1910) fue un profesor de derecho estadounidense que popularizó el método de enseñanza del derecho de "estudio de casos" en la Universidad de Harvard,

## Biografía
Ames nació en Boston, Massachusetts el 22 de junio de 1846. Recibió su educación primaria en Boston, luego se graduó de Harvard College en 1868 y se graduó de Harvard Law School en 1872. Comenzó a trabajar como tutor y profesor en Harvard en 1871 y continuó hasta 1873, cuando fue admitido en el colegio de abogados. Aunque era un abogado con licencia, Ames no abrió un despacho privado y se dedicó a tiempo completo en Harvard durante toda su carrera, como tutor, instructor, profesor asistente, profesor titular y decano (educación) de la Facultad de Derecho.
Ames se casó con Sarah Russell (nacida el 22 de septiembre de 1851) el 28 de junio de 1880.
Murió el 8 de enero de 1910.

## Trayectoria en Harvard
Ames ha sido llamado el principal maestro de derecho de su tiempo, siendo no solo un erudito excepcionalmente amplio y preciso, y un profundo estudioso de la historia del derecho consuetudinario, sino que también desarrolló una habilidad especial en la pedagogía para conseguir un pensamiento claro y exacto en aquellos que estaban bajo su instrucción.
Al enseñar derecho a sus estudiantes de Harvard, Ames usó casos legales reales para ilustrar los principios legales, un concepto que había sido desarrollado por Christopher Columbus Langdell. Ames insistió en que la educación legal debería requerir el estudio de casos reales en lugar de principios abstractos de la ley. Jugó un papel decisivo en la introducción del método del caso en la enseñanza del derecho, un método que se había vuelto de uso general en las facultades de derecho de los EE. UU. en el momento de su muerte y que continúa hasta el presente. Fue elegido miembro de la Academia Estadounidense de las Artes y las Ciencias en 1878. Se desempeñó como decano de la Facultad de Derecho de Harvard desde 1895 hasta 1910. Fue gerente de la Oficina de Derecho Comparado de la Asociación Estadounidense de Abogados, fundada en 1907, cuyo Boletín Anual fue la primera revista de derecho comparado en los EE. UU. Ames recibió el título de LL. D. de seis universidades en el momento de su fallecimiento.
En 1913 se fundó el Scott Club de la Escuela de Derecho Harvard con una competición, la “Ames competition”, establecida en 1911, competición de litigios informales entre estudiantes ante un tribunal de apelación ficticio (Moot court) establecida con el legado pedagógico del decano James Barr Ames. Una práctica que hoy se da en la mayoría de las universidades del mundo occidental. Vicente Blanco Gaspar fue un miembro activo de la Scott Club y ganó siete veces la “Ames competition” durante su estancia en la escuela de derecho de la Universidad de Harvard.